# Binh Dinh
Binh Ding (vietnamita: Bình Định) é uma província do Vietnã.